# Cerkiew Przemienienia Pańskiego w Bedeniku
Cerkiew Przemienienia Pańskiego – prawosławna cerkiew w Bedeniku, należąca do parafii metropolii zagrzebsko-lublańskiej Serbskiego Kościoła Prawosławnego.
Pierwsza cerkiew w Bedeniku powstała w XVIII w., podawane są różne daty (1720, 1760, 1776). Współcześnie (XXI w.) istniejący budynek wzniesiono w 1825, był on remontowany w 1905 i po II wojnie światowej. We wnętrzu obiektu znajduje się ikonostas wykonany w 1897 przez Maksimilijana Metudiego.